# Южные говоры Владимирско-Поволжской группы

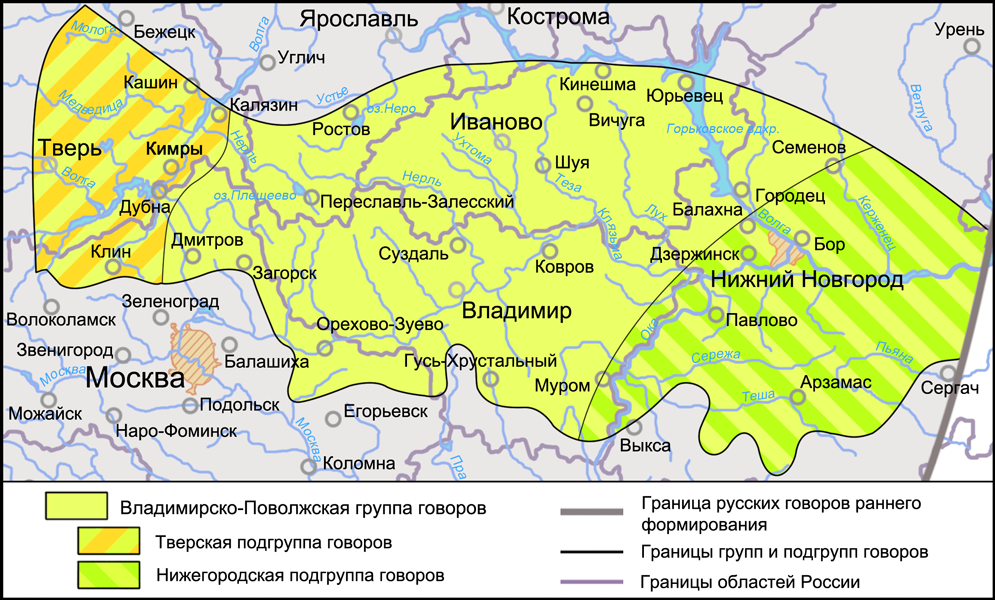
Владимирско-Поволжская группа говоров
На основе данных

Ю́жные го́воры Влади́мирско-Пово́лжской гру́ппы — говоры, размещённые в южной части территории Владимирско-Поволжской группы на границе с восточными среднерусскими акающими говорами, объединённые общими для них диалектными чертами.

## Общая характеристика и область распространения
Ряд ареалов диалектных явлений, распространённых в восточных среднерусских акающих говорах, переходит границу с Владимирско-Поволжской группой, занимая южную часть территории группы. Образуемые таким образом говоры на границе с восточными среднерусскими акающими говорами характеризуются наличием черт, неизвестных в северных говорах группы, северные говоры в свою очередь обладают чертами северных диалектных объединений, которые неизвестны в южных говорах. Такое распространение диалектных явлений обособляет друг от друга говоры на севере и на юге в пределах Владимирско-Поволжской группы. Отличием южных говоров группы от северных является распространение в южных большего числа явлений общих для всего южнорусского наречия, юго-восточной диалектной зоны, в разной степени продвигающихся на территорию Владимирско-Поволжской группы, а также распространение явлений, характерных только для восточных среднерусских акающих говоров.
Между говорами северной и южной части Владимирско-Поволжской группы нет чёткой и определённой границы. Распространение с севера на юг черт северных диалектных объединений постепенно уменьшается, сменяясь всё большим распространением черт, характерных для южных говоров, и также с юга на север постепенно уменьшается число диалектных черт южной локализации. Территория распространения говоров между крайними севером и югом Владимирско-Поволжской группы носит переходный характер и находится в области взаимопересечения различных изоглосс наречий и диалектных зон, не совмещающихся друг с другом. Также и сами южные говоры Владимирско-Поволжской группы могут быть рассмотрены как переходные к восточным среднерусским акающим говорам, так как они находятся в области различного сочетания владимирско-поволжских и южнорусских диалектных явлений, а граница между ними, являющаяся условной, проведена по наиболее важной изоглоссе различения гласных в первом предударном слоге после твёрдых согласных.
Южные говоры Владимирско-Поволжской группы вследствие как отсутствия распространения присущих только им местных диалектных явлений, так и отсутствия определённой границы с северными говорами не выделяются в отдельную подгруппу в пределах Владимирско-Поволжской группы.

## Особенности говоров

### Диалектные черты южного наречия
Диалектные черты южного наречия в целом, известные также восточным среднерусским акающим говорам, распространённые в южных говорах Владимирско-Поволжской группы:
1. Совпадение гласных а и о в гласных ъ или а в заударных слогах: на́д[ъ] (надо), до́м[ъ] (дома) или на́д[а], до́м[а], из го́р[ъ]да (из города), вы́с[ъ]жу (высажу) и т. д.[4] Такие же случаи совпадения существуют в северных говорах Владимирско-Поволжской группы наряду с различением гласных а и о в заударных слогах.
2. Произношение редуцированного звука ъ во втором предударном слоге в абсолютном начале слов: [ъ]топри́, [ъ]тн’ала́, [ъ]гурцы́ и т. п. в отличие от наиболее распространённого на территории Владимирско-Поволжской группы произношения у в соответствии о ([у]топри́ и т. п.) и возможного произношения гласного о ([о]топри́ и т. п.) в северной части территории группы как в говорах северного наречия.
3. Совпадение окончаний 3-го лица мн. числа глаголов I и II спряжения с безударным окончанием: пи́ш[ут], дêлай[ут], ды́ш[ут], но́с'[ут] и т. п.[5]
4. Наличие сочетания бм в отличие от сочетания мм на севере группы: о[бм]ан, о[бм]ер’ял и т. п.[6]
5. Употребление в сочетании с предлогом у форм родительного пад. ед. числа с окончанием -е у существительных жен. рода на -а и основой на твёрдый согласный: у жен[е́] (у жены), у ма́м'[и] (у мамы) и т. п.
6. Склонение слов с суффиксом -ушк- типа дêдушка по типу слов жен. рода: дêдушка, у дêдушки, к дêдушке, дêдушку и т д. В северных говорах распространено склонение по типу слов муж. рода[1].

### Диалектные черты, характерные для юго-восточной диалектной зоны
Диалектные черты юго-восточной диалектной зоны, известные также восточным среднерусским акающим говорам, распространённые в южных говорах Владимирско-Поволжской группы:
1. Совпадение гласных а и о только в а в конечном закрытом слоге: в го́р[а]д (в город), вы́д[а]л (выдал) и т. д.[4] Подобные случаи совпадения существуют в северных говорах Владимирско-Поволжской группы наряду с различением гласных а и о в этих положениях.
2. Случаи ассимилятивного смягчения губных согласных в положении перед мягкими задненёбными согласными: де́[ф’к']и (девки), ма́[м’к']и (мамки) и т. п.[1]

### Диалектные черты, общие с восточными среднерусскими акающими говорами
Диалектные черты, общие для восточных среднерусских акающих говоров и южных говоров Владимирско-Поволжской группы:
1. Совпадение аффрикат ч и ц — цоканье[7].
2. Смягчение задненёбных согласных при образовании форм творительного пад. мн. числа в основе существительных: у́т[к]ими (утками), де́н'[г]ими (деньгами) и т. п.
3. Наличие словоформ тойе́, тойо́, тойу́, однойе́, однойо́, однойу́ (винительный пад. ед. числа указательных местоимений).
4. Распространение слов око́сье (деревянная часть косы), напа́лок (рукоятка косы) и др.[1]

### Местные диалектные черты
Местные диалектные черты южных говоров Владимирско-Поволжской группы:
1. Распространение форм притяжательных местоимений с обобщённым гласным и в ед. числе: с мо[и́]м, в мо[и́]м, при формах мн. числа: мо[и́], мо[и́]х и т. п.
2. Случаи произношения гласных в первом предударном слоге после мягких согласных перед мягкими, при котором в соответствии ударным гласным е, ê, а произносятся и, и, а: н[и]си́, к р[и]ке́, пр’[а]ди́ и т. д. Такое произношение распространено и в юго-западных говорах, включая говоры Тверской подгруппы.